# Confine tra El Salvador e Honduras
Il confine tra El Salvador e Honduras descrive la linea di demarcazione tra questi due stati. Ha una lunghezza di 256 km.

## Caratteristiche
La linea di confine interessa la parte nord-est di El Salvador e quella sud-ovest dell'Honduras. Ha un andamento generale da nord-ovest verso sud-est.
Inizia alla triplice frontiera tra El Salvador, Guatemala e Honduras e termina sulla costa del golfo di Fonseca. Lungo questa linea di confine si trova Cerro El Pital, la montagna più elevata nel territorio di El Salvador.